# 대니얼 대 킴
대니얼 대 킴(Daniel Dae Kim, 한국어: 김대현 金大賢. 1968년 8월 4일 ~ )은 한국계 미국인 배우이다. 드라마 《로스트》에서 김윤진과 함께 출연해 한국인 권진수역으로 출연하였다.

## 경력
졸업 후에 매우 다양한 TV 프로그램에서 수많은 역할을 하며 이름을 알렸다.
그는 CSI: 과학수사대의 에피소드에서 특수요원으로 등장하였고 'Star Trek: Voyager', 'Star Trek: Enterprise', Charmed, The Shield, Seinfeld, NYPD Blue 와 ER에서도 출연했다. 'ANGEL'과 '24'에서 고정출연하는 역할로 자리잡았고, '바빌론 5'의 후속작인 '크루세이드'에도 출연하였지만 조기종영으로 금방 막을 내렸다. 그는 또한 호평을 받았던 마이클 크라이튼의 소설인 'The Andromeda Strain'을 원작으로 한 2008년 미니시리즈에서 닥터.Tsi Chou를 연기했다. 흥행한 작품인 '스파이더 맨 2'에서 Doctor Octavius 연구실에서 일하는 과학자로 단역을 맡았고, 2005년 Best Picture Academy Award를 수상한 'Crush'에서도 단역을 맡았다. 또한, The Jackal, For Love of the Game, Hulk 와 The Cave와 같은 영화에서 조연을 맡았다.
2004년부터 2010년까지, 초라한 한국인 어부에서 그의 아내인 권선화(김윤진)와 의문투성이인 섬에서 난파되어 암살자로 변한 역할을 하여 성공을 거둔 ABC 시리즈 '로스트'에서 정규 멤버가 되었다. 한국어만을 말해야 했기 때문에 고등학교 이후로 유창하게 말하지 못했던 한국어를 빨리 배워야만 했다고 말했다. 2010년에 'LOST'시리즈가 끝날 때까지 그 캐릭터를 연기했다.
연장 방영을 통해 그의 동료 배우들과 함께 2006 Screen Actors Guild Award for Best Ensemble을 받아 수많은 갈채를 받았다. 또한 배우로써 뛰어난 연기를 해서 AZN의 'Asian Excellence Award'를 받고 Multicultural Prism Award 와 재미 한국인 협회에서 수상하는 'a Vanguard Award'를 받았다. 2005년 피플은 대니얼을 살아있는 가장 섹시한 남성의 한 사람으로 꼽았다.
2010년 2월에 '로스트' 방영이 끝난 직후 CBS에서 리메이크된 'Hawaii Five-0'에서 배우 'KAM FONG'의 연기로 의해 유명해진 역할인 'Chin Ho kelly'를 연기하였는데, 그는 'Hawaii Five-0'에서 공식적으로 출연이 확정된 첫 번째 배우였다.
2014년 3월 13일에 CBS가 '로스트' 시즌5를 다시 방영했다. 2014년에서 'Divergent'의 후속작인 'The Divergent Series: Insurgent'에서 CANDOR(정직)의 종파의 리더인 역할인 조연으로 연기했다.
연기 외의 활동으로는 'Hawaii Five-0'시즌 5 에피소드인 "Kuka'awale"- Stakeout의 감독으로 데뷔한 것이 있다.

## 텔레비전 활동
《로스트》에 출연하기 이전에 주로 SF 판타지물에 자주 출연하여 얼굴을 알렸다. 로스트에서는 영어를 전혀 못하는 역할을 맡고 있지만, 실제로는 영어를 유창하게 말하며, 한국어는 잘 하지 못한다. 출연작으로 앤젤, 24, 스타트렉:보이저, 스타트렉:엔터프라이즈, 크루세이드, CSI과학수사대 등이 있다. 이 외에도 시트콤 사인펠드, NYPD 블루, ER등에도 출연한 적이 있다.

## 사생활
대니얼 대 김은 펜실베이니아 주의 하버포드 대학을 졸업했다. 거기서 정치학과 연극을 전공했다. 연극전공은 이웃한 브린 마 대학에서 마쳤다.
2020년 3월, 대니얼 대 김은 코로나바이러스 양성 판정을 받았다. LA 촬영을 마치고 하와이로 귀가하는 길에 증세를 느꼈고, 자가격리를 시행하였다고 본인의 SNS에 공개하였다.
대니얼 대 김의 여동생은 인종차별주의자에 의한 차량범죄로 하반신 불구가 되었으며 가해자는 가벼운 처벌만 받았다고 밝혔다.

## 출연작 목록

### 영화
| 연도 | 제목                 | 원제                            | 배역                              | 비고            |
| ---- | -------------------- | ------------------------------- | --------------------------------- | --------------- |
| 1997 | 애딕티드 러브        | Addicted to Love'               |                                   |                 |
| 1997 | 자칼                 | The Jackal                      | 아카시                            |                 |
| 1999 | 사랑을 위하여        | For Love of the Game            | 의료진                            |                 |
| 2003 | 크레이들 투 그레이브 | Cradle 2 the Grave              |                                   |                 |
| 2003 | 헐크                 | Hulk                            | 에이드                            |                 |
| 2003 | 라이드 오어 다이     | Ride or Die                     | 미야코                            | 비디오 영화     |
| 2004 | 스파이더맨 2         | Spider-Man 2                    | 레이먼드 (옥타비우스 박사의 조수) |                 |
| 2004 | 크래쉬               | Crash                           | 박씨                              |                 |
| 2005 | 케이브               | The Cave                        | 알렉스 김                         |                 |
| 2008 | 양파 무비            | The Onion Movie                 | 아이비리거                        |                 |
| 2011 | 아레나               | Arena                           | 타이가                            | 비디오 영화     |
| 2013 | 린새니티             | Linsanity                       | 해설자                            | 다큐멘터리 영화 |
| 2015 | 인서전트             | The Divergent Series: Insurgent | 잭 강                             |                 |
| 2025 | 케이팝 데몬 헌터스   | K-Pop: Demon Hunters            | 힐러 한                           |                 |

### 텔레비전 드라마
| 연도    | 제목                    | 원제                           | 배역                      | 비고                                         |
| ------- | ----------------------- | ------------------------------ | ------------------------- | -------------------------------------------- |
| 2001    | 참드                    | Charmed                        | 연로                      | "Enter the Demon" 에피소드 출연              |
| 2001    | CSI: 과학수사대         | CSI: Crime Scene Investigation | 베크먼 특수요원           | "Ellie" 에피소드 출연                        |
| 2001-03 | 엔젤                    | Angel                          | 개빈 박                   | 12회분 출연                                  |
| 2003    | 모멘텀                  | Momentum                       | 프리어스 요원             | TV 영화                                      |
| 2003    | 스트리트 타임           | Street Time                    | 보 응우옌                 | "Born to Kill" 에피소드 출연                 |
| 2003    | 미스 매치               | Miss Match                     | 클리퍼드 김               | 4회분 출연                                   |
| 2003-04 | 24                      | 24                             | 톰 베이커                 |                                              |
| 2003-04 | ER                      | ER                             | 켄 성                     | 4회분 출연                                   |
| 2003-04 | 스타 트렉: 엔터프라이즈 | Star Trek: Enterprise          | 장 상병                   | 3회분 출연                                   |
| 2004    | 위드아웃 어 트레이스    | Without a Trace                | 마크 히로시               |                                              |
| 2004    | 쉴드: XX 강력반         | The Shield                     | 토머스 최                 | "Riceburner" 에피소드 출연                   |
| 2004-10 | 로스트                  | Lost                           | 권진수                    | 114회분 출연                                 |
| 2006    | 아바타: 아앙의 전설     | Avatar: The Last Airbender     | 펑 장군                   | "The Avatar State" 에피소드 출연             |
| 2006    | 저스티스 리그           | Justice League                 | 메트론 (목소리 출연)      | "Alive!", "Destroyer" 에피소드 출연          |
| 2007-08 | 로스트: 조각 맞추기     | Lost: Missing Pieces           | 권진수                    |                                              |
| 2008    | 안드로메다의 위기       | The Andromeda Strain           | 쉬추 박사                 |                                              |
| 2009    | 하와이 파이브-0         | Hawaii Five-0                  | 진 호 켈리                |                                              |
| 2011    | 지아이조: 이탈자        | G.I. Joe: Renegades            | 테디 리 (목소리 출연)     | 애니메이션 "The Anomaly" 에피소드 출연       |
| 2012-14 | 코라의 전설             | The Legend of Korra            | 히로시 사토 (목소리 출연) | 7회분 출연                                   |
| 2012    | NCIS: 로스앤젤레스      | NCIS: Los Angeles              | 진 호 켈리                | "Touch of Death" 에피소드 출연               |
| 2015    | 원스 어폰 어 타임       | Once Upon a Time               | 행인 (목소리 출연)        | "Darkness on the Edge of Town" 에피소드 출연 |